# Кюрп
Кюрп (кирг. Күрп) — село в Аксыйском районе Джалал-Абадской области Кыргызстана. Входит в состав Ак-Жолского айылного аймака.

## География
Село расположено в южной части области, на берегах реки Кюрп-Сай (правый приток Нарына), на расстоянии приблизительно 46 километров (по прямой) к востоку от города Кербен, административного центра района. Абсолютная высота — 875 метров над уровнем моря.

## Население
Согласно оценочным данным Национального статистического комитета Кыргызской Республики, численность населения села на начало 2023 года составляла 174 человека.
| год     | 2009 | 2014 | 2015 | 2020 | 2021 | 2023 |
| ------- | ---- | ---- | ---- | ---- | ---- | ---- |
| человек | 91   | 121  | 125  | 133  | 131  | 174  |